# FIA Alternative Energies Cup 2008
La FIA Alternative Energies Cup 2008, edizione 2008 del Campionato del mondo per auto ad energia alternativa organizzato dalla Federazione Internazionale dell'Automobile, si è svolta dal 30 marzo al 12 ottobre, per un totale di dieci prove in cinque Paesi.
La classifica piloti è stata vinta da Giuliano Mazzoni, che ha gareggiato su Opel Corsa a biodiesel in coppia con il navigatore Massimo Liverani, mentre la Toyota si è aggiudicata per il secondo anno consecutivo la classifica costruttori.

## Classifica piloti
| Punti | Pilota (Prime posizioni) |
| ----- | ------------------------ |
| 42    | Giuliano Mazzoni         |
| 42    | Vincenzo Di Bella        |
| 22    | Radames Preo             |
| 20    | Marco Foletta            |